# دیگو گوتیرز (بازیکن فوتبال)
دیگو گوتیرز (انگلیسی: Diego Gutiérrez؛ زادهٔ ۳ سپتامبر ۲۰۰۰) بازیکن فوتبال است.